# 드레스 색 논쟁

한 드레스가 파랑-검정 조합으로도, 하양-금색 조합으로도 보이는 모습.

드레스 색 논쟁, 일명 ‘파검흰금 논쟁’은 2015년 2월 26일에 인터넷에서 시작된 논쟁이다. 두 가지 색이 조합된 드레스 사진이 사람에 따라 파랑-검정 조합으로도 보이고 하양-금색 조합으로도 보이면서 연구자들이 다양한 방법으로 이를 설명하였고, 전 세계의 많은 누리꾼이 갑론을박을 벌였다.

## 발단
2015년 2월 초, 영국에 사는 세실리아 블리스데일(Cecilia Bleasdale)은 딸의 결혼식을 앞두고 잉글랜드 체셔주 체스터에 있는 가게에서 파랑-검정 조합의 드레스를 샀다. 드레스 사진을 본 가족은 그 색깔에 대하여 두 가지 의견을 냈고, 나중에 딸은 페이스북에 그 사진을 올려 친구들과 공유하였다. 결혼식이 지난 후, 여전히 드레스 색에 관심이 있었던 딸의 지인 케이틀린 맥닐(Caitlin McNeil)은 현지 시각으로 2월 26일, 텀블러에 문제가 된 사진을 올렸다. 이후 텀블러 게시글의 조회수가 폭증하고 버즈피드에 소개되면서, 사진은 많은 SNS로 퍼져나가며 인기를 끌었다.

## 반응
전 세계의 누리꾼은 문제의 사진에 #thedress 등의 해시태그를 달고 공유하면서 큰 관심을 보였다. 드레스 제조사인 로만 오리지널스(Roman Originals)는 드레스의 색이 파랑-검정 조합이라고 밝혔으며, 나중에 하양-금색 조합의 드레스를 만들어 기부하였다.

## 분석
《와이어드》에는 워싱턴 대학교의 신경과학자 제이 니츠(Jay Neitz)의 견해가 소개되었다. 그는 망막을 통과한 빛은 각 색에 대응하는 서로 다른 파장으로 신경망을 지나 뇌의 시각피질에 도달하는데, 이때 사람의 시각 기관은 인식된 빛의 총량을 보정함으로써 사진에 찍힌 물체가 반사하는 실제 색깔을 추론해 낸다고 밝혔다.
《가디언》은 색채 항상성(color constancy)과 하향식 패턴 인식 개념으로 드레스 색 논쟁을 설명하였다. 똑같은 하양빛 물체가 백열등 아래에 있든 형광등 아래에 있든 인간의 뇌는 그러한 조명 차이를 제거하고 물체의 색을 동일하게 인식하는데, 이것이 색채 항상성이다. 또 사람은 맥락과 선험적 기억에 의존하여 색을 인지하는데, 이것이 하향식 처리이며, 이 때문에 같은 상황에서도 사람마다 색을 달리 받아들이게 된다. 결국 서로 다른 색채 항상성과 경험을 지닌 사람들은 드레스 색을 다르게 보며, 한 번 드레스 색을 인식한 뒤에도 인지 체계가 받아들인 정보가 변화하면 색을 새롭게 인식할 수도 있다.
《내셔널 지오그래픽》은 메릴랜드주의 안과 의사 닐 애덤스(Neal Adams)의 주장을 따라, 눈에 빛이 들어오면서 특정한 방향으로 꺾이면 파랑-검정 조합으로 인식하게 되고, 다른 방향으로 꺾이면 하양-금색 조합으로 인식하게 된다고 밝히고 있다. 한편, 백내장이 있거나 갈색 안경을 쓴 경우에도 색을 잘못 인식할 수 있다. 같은 기사에서 브랜다이스 대학교의 생화학자 다니앨 오프라이언(Daniel Oprian)은 사람들이 보는 색은 인식 속에서 지각되고 구성되기 때문이라고 해석하였다.
《뉴욕 타임즈》는 뉴욕 대학교의 신경과학자 로렌스 멀로니(Laurence T. Maloney) 등의 견해를 따라, 사람들이 드레스의 뒷배경만으로는 해당 사진을 찍을 때 빛이 얼마나 있었는지를 알기 어렵기 때문에, 인식자의 인식에 따라 드레스의 색깔이 달리 보인다고 기술하였다. 즉, 드레스가 그림자 아래에 있다고 생각할 경우 뇌는 푸른빛을 제거하여 드레스를 하양-금색 조합으로 인식하지만, 드레스가 밝은 빛 아래에 있다고 생각할 경우 뇌는 반대로 색채를 보정하여 파랑-검정 조합으로 인식한다는 것이다.
《쿼츠》(Quartz)의 기사는 문제가 된 드레스 사진에 빛을 가감하여 사진이 어떻게 파랑-검정 조합으로 보이는지, 또는 하양-금색 조합으로 보이는지를 마우스 조작을 통하여 손쉽게 볼 수 있도록 제공한다. 기사는 그 드레스를 입었을 때 특정한 양의 빛 아래에서 사진이 찍혔고, 그것이 이미지 파일로 저장되어 인터넷에 게시되고, 다시 또 누리꾼의 눈으로 인식되는 과정을 거치면서 드레스 색에 대한 인식이 사람마다 다르게 나타나므로, 조명 조건, 이미지의 배경 등의 요소를 제거하면 정확한 드레스 색을 알 수 있다고 설명하였다.
《동아사이언스》는 드레스 색이 사람마다 달리 인식되는 현상을 잔상(afterimage) 효과로 설명한다. 사람이 밝은 하양을 보면 파랑빛(B)을 받아들이는 원추세포가 없어지면서, 뇌가 로돕신이 줄어든 상태로도 파랑빛을 볼 수 있도록 적응할 때까지 하양의 잔상이 남아 파랑을 하양에 가까운 색으로 보게 되는데, 문제가 된 드레스 사진은 오른쪽에 환한 조명이 비춘 채로 찍혔기 때문에 하양의 잔상이 남아 드레스의 파랑이 하양으로 인식된다. 드레스의 검정 부분도 마찬가지로, 문제가 된 사진에서 검정에 대하여 RGB 값을 분석하면 빨강빛(R)과 초록빛(G)이 푸른빛보다 많이 섞여 있는데, 이 때문에 빨강빛과 초록빛을 합한 노란빛의 잔상이 남아 금색 계열로 인식된다는 것이다. 사람마다 색이 달리 보이는 것은 잔상 효과에 대한 민감도나 로돕신의 회복 속도에 차이가 있기 때문이다. 여기에 더하여, 제조사나 지역에 따라 모니터나 조명의 색감이 다른 것도 인지에 영향을 끼친다.
웰슬리 칼리지의 신경과학자 베빌 콘웨이(Bevil R. Conway) 등은 연구에서 사람은 일광 아래에서 색을 인식할 수 있도록 진화하였기 때문에, 시각 기관은 가시광선의 파장이 변함에 따라 눈에 보이는 색을 달리 보정하는 원리가 드레스 색을 달리 보는 데에도 적용된다고 밝히고 있다. 즉 파장이 짧은 파랑빛 아래에 있다고 생각하는 경우 하양-금색 조합으로 인지하는 반면, 파장이 긴 빨강빛 아래에 있다고 생각하는 경우 파랑-검정 조합으로 인지하는 것이다. 또 실험 결과 야행성 인간은 해당 사진을 파장이 긴 빛 아래에서 찍혔다고 인식하여, 드레스가 파랑-검정 조합이라고 답하는 경우가 많았다.

## 같이 보기
- 체커 그림자 착시
- 인터넷 밈 목록